# Mihail Gjonin
Mihail Gjonin, bolgárul: Михаил Гьонин (Vraca, 1941. november 25. –) olimpiai ezüstérmes bolgár labdarúgó, csatár.

## Pályafutása

### Klubcsapatban
1957 és 1959 között a Kom Berkovica, 1959–60-ban a Rodni Krile, 1960 és 1965 között a Montana, 1966 és 1968 között a Szpartak Szofija, 1968–69-ben a Levszki Szofija, 1969–70-ben a Szpartak Várna, 1971–72-ben az Akademik Szofija labdarúgója volt. 1972-ben visszatért a Montana csapatához, ahol 1975-ben vonult vissza az aktív labdarúgástól. A Szpartak csapatával egy bolgárkupa-győzelmet ért el.

### A válogatottban
1967–68-ban hét alkalommal szerepelt a bolgár válogatottban és két gólt szerzett. Részt vett az 1968-as mexikóvárosi olimpián, ahol ezüstérmet szerzett csapattal.

## Sikerei, díjai
Bulgária
- Olimpiai játékok
  - ezüstérmes: 1968, Mexikóváros

 Szpartak Szofija
- Bolgár kupa
  - győztes: 1968

 Levszki Szofija
- Bolgár bajnokság
  - 2.: 1968–69
- Bolgár kupa
  - döntős: 1969

## Statisztika

### Mérkőzései a bolgár válogatottban
| Bulgária | Bulgária          | Bulgária                           | Bulgária      | Bulgária | Bulgária      | Bulgária             | Bulgária | Bulgária |
| #        | Dátum             | Helyszín                           | Hazai         | Eredmény | Vendég        | Kiírás               | Gólok    | Esemény  |
| -------- | ----------------- | ---------------------------------- | ------------- | -------- | ------------- | -------------------- | -------- | -------- |
| 1.       | 1967. június 24.  | Szófia, Levszki Stadion            | Bulgária      | 3 – 2    | Lengyelország | barátságos           | -        | 46'      |
| 2.       | 1968. április 10. | Sztara Zagora, Beroe Stadion       | Bulgária      | 4 – 1    | NDK           | olimpiai selejtező   | -        | 38'      |
| 3.       | 1968. október 2.  | León, Estadio León (MEX)           | Ghána         | 0 – 10   | Bulgária      | barátságos           | 1        | Gól      |
| 4.       | 1968. október 14. | León, Estadio León (MEX)           | Thaiföld      | 0 – 7    | Bulgária      | olimpiai D csoport   | 1        | 25'      |
| 5.       | 1968. október 16. | Guadalajara, Estadio Jalisco (MEX) | Csehszlovákia | 2 – 2    | Bulgária      | olimpiai D csoport   | -        |          |
| 6.       | 1968. október 18. | León, Estadio León (MEX)           | Guatemala     | 1 – 2    | Bulgária      | olimpiai D csoport   | -        |          |
| 7.       | 1968. október 20. | León, Estadio León (MEX)           | Bulgária      | 1 – 1    | Izrael        | olimpiai negyeddöntő | -        | 60'      |
|          | Összesen          |                                    |               | 7        | mérkőzés      |                      | 2        | gól      |